# Ляпкин, Дмитрий Владимирович
Дми́трий Влади́мирович Ля́пкин (16 сентября 1976) — российский и казахстанский футболист, тренер.

## Карьера

### Клубная
Воспитанник чимкентского футбола и ЦСКА. Известен по выступлениям за ряд российских клубов — «Энергия-Текстильщик», «Уралан», «Сатурн», «Сокол», «Химки».
В 2005 выступал за астанинский «Женис» из Казахстана. В клубе «Локомотив-2» играл в 2009—2010 годах.

### В сборной
Выступал за сборную Казахстана c 2004 по 2007. Дебютировал в матче против сборной Латвии, проходившем в городе Ларнака. Всего сыграл 15 игр.
Позже — тренер в футбольной школе «Сокол» (Москва) команд 2002 и 2005 г.р.